# Casto Moscú
Casto Moscú (Havana, Cuba – 1992, Miami, USA) foi um anarcossindicalista, jornalista e libertário cubano.
Nos anos entre 1940 e 1960 Casto Moscú foi membro da Alliancia Libertaria Cubana (ALC), sendo um dos líderes da Federação dos Trabalhadores na Gastronomia, que incluia cerca de 20.000 membros, a qual publicava em Havana o jornal Solidaridad Gastronomica.
Em abril de 1955 participou da Conferência Nacional Libertária, perto de Havana, na qual foi emitida uma declaração conclamando o povo cubano para a luta contra o regime ditatorial de Batista. No ano seguinte, ele foi o coautor do folheto Proyecciones libertarias publicado pela ALC denunciando Batista e apelando para a luta pela liberdade.
No início de 1960, ele foi um dos participantes do movimento sindical que publicou o boletim clandestino Movimiento, o qual pedia o voto secreto nas eleições cubanas e denunciava Fidel Castro e o Partido Comunista por terem enganado o movimento operário e a Revolução Cubana. Após o desembarque de anticastristas na Baía dos Porcos, em abril de 1961, Casto Moscú e Manuel Gonzalez foram presos durante uma incursão na sede do ALC, sendo acusados de tráfico de armas e propaganda, ambos foram transferidos para um local da Segurança do Estado; prestes a serem fuzilados como "contra revolucionários", foram liberados por ordem direta de um capitão que tinha participado dos círculos libertários e sabia da atuação dos dois no movimento sindical.
Os dois se refugiaram na embaixada do México em Havana e depois migraram, através do México, para Miami onde ambos colaboraram com o Movimiento Libertario Cubano en Exilio (MLCE).
Na década de 1960, ele colaborou na publicação Tierra y Libertad onde ele denunciou a revolução marxista em Cuba.